# جفتلك كوي (طوت)
جفتلك كوي (بالتركية: Çiftlikköy)‏ هي قرية تركمانيّة تتبع إداريّاً لمديرية طوت في محافظة أديامان التركية الواقعة في جنوب شرق الأناضول. وبلغ عدد سكانها 231 نسمة في عام 2021.